# حتى الفجر (فلم)
حتى الفجر (بالإنجليزية: Until Dawn) فيلم رعب وبقاء أمريكي صدر عام 2025، من إخراج ديفيد ف. ساندبرغ وكتابة غاري دوبرمان وبلير بتلر. الفيلم مقتبس من لعبة فيديو صدرت عام 2015 من إنتاج استوديوهات بلاي ستيشن. وتدور أحداثها في نفس الكون مع تقديم قصة مستقلة أصلية توسع أساطير اللعبة. بطولة إيلا روبين، مايكل تشيمينو، أوديسا أزيون، جي يونج يو، وبلمونت كاميلي في دور مجموعة من الأصدقاء الذين ينتهي بهم الأمر في منطقة منعزلة مملوءة بآلية حلقة زمنية؛ هناك تهديد في الخارج لمطاردتهم حيث يعيد الموت بدء الليل بتهديد جديد في كل مرة، والحل الوحيد هو البقاء على قيد الحياة حتى الصباح. يشارك بيتر ستورمار أيضًا في البطولة، مستعيدًا دوره من اللعبة.

## قصة الفيلم
كلوفر، حبيبها السابق ماكس، صديقتاها نينا وميغان، وصديق نينا آبي، يتتبعون خطوات شقيقة كلوفر المفقودة، ميلاني. تتوقف المجموعة عند محطة وقود أرسلت منها ميلاني رسالة سابقًا، وتلتقي كلوفر بموظف المحطة، هيل. يزعم أن الناس غالبًا ما يختفون على الطريق المؤدي إلى بلدة تعدين تُدعى وادي غلور. تسافر المجموعة إلى البلدة، لكن الأمطار الغزيرة تجبرهم على البحث عن مأوى في مركز للزوار. ومع ذلك، فإن المطر لا يؤثر إلا على المنطقة المحيطة.
في مركز الزوار، يجد آبي جدارًا مليئًا بملصقات لأشخاص مفقودين، بمن فيهم ميلاني. مع حلول الليل، تسجل نينا في سجل زوار المركز. أثناء استكشاف الطابق السفلي، تجد المجموعة منزلًا آخر أسفل المركز. مهاجم ملثم يحمل معولًا، يهاجم فجأة ويقتل الجميع.
تستيقظ المجموعة في الليلة الأولى مع توقيع جديد في سجل الزوار وملصقات الأشخاص المفقودين على اللوحة.  أدركوا أن الليل يتكرر، مُشيرًا إلى ذلك بساعة رملية في الغرفة الرئيسية. فجأةً، انطفأت الأنوار، كاشفةً عن منزلٍ مُتهالكٍ قبالة المركز. استحوذت قوةٌ خارقةٌ على ميغان وقُتلت، وسحبت كلوفر إلى المنزل، حيث التقت برجلٍ مُسنٍّ من سكان وادي غلور استحوذ عليها، مُخبرًا إياها أنه يُمكنها إما "النجاة من الليل، أو أن تصبح جزءًا منه". حاول آبي الفرار مع نينا، لكنهما واجها وحشًا عملاقًا خارج المركز، وبعد عودتهما، قُتلا على يد المُهاجم المُقنع. استحوذت كلوفر على ماكس، فقتلته قبل أن تُدهسها سيارةٌ وتموت.
بدأ الليل من جديد، حيث أدركت المجموعة أنها في حلقةٍ زمنيةٍ مُتكررة، حيث لم يُقتل سوى 13 شخصًا قبل أن يختفوا مثل الزوار الآخرين. تحصنوا في الحمام وشربوا ماء الصنبور، مما تسبب في انفجارهم. ماتت المجموعة، وبينما تهلك كلوفر، رأت هيل، الذي كشف عن تورطه وحثّها على الاستمرار.  تبدأ كلوفر ليلتها من جديد، وتتعهد بكشف حقيقة هيل وميلاني. ينشأ جدال بين المجموعة. تغضب نينا من محاولة آبي التخلي عنهن، فتطعنه بمعول. بينما يستكشف كلوفر وماكس وميغان الغابة، يُقتل آبي ونينا على يد المعتدي المقنع. يتعرض الثلاثة لهجوم من قبل الوينديغو، مما يؤدي إلى وفاة ميغان. تلتقي كلوفر وماكس بميلاني، التي تحولت هي الأخرى إلى وينديغو. حزينة القلب، تطلب كلوفر من ماكس قتلها، حتى يتمكنوا من بدء ليلتهم من جديد ومعرفة المزيد. يشق ماكس حلقها ثم يشرب بعض الماء الذي يتسبب في انفجاره بينما يلعن ميلاني.
في بحثها عن إجابات، تكتشف المجموعة أن وادي غلور غرق في الأرض بعد كارثة منجمية، مما أسفر عن مقتل المئات، وأن هيل استُقدم للعمل كمعالج نفسي للناجين.  عثروا على شريط فيديو يُظهر أن المحاصرين في المركز تحولوا إلى وينديجو بعد مقتلهم في الليلة الثالثة عشرة. حاولت المجموعة العثور على هيل ومرت عدة ليالٍ من القتل المتكرر على يد مخلوقات مختلفة. تُظهر لقطات من الماضي ميلاني وهي تترك كلوفر بعد وفاة والدتهم، وبعد جدال لا يزال يُطارد كلوفر. تستيقظ في ليلتهم الثالثة عشرة، حيث بدأت جثث المجموعة تتدهور إلى وينديجو. ميغان مفقودة أيضًا، واكتشفت المجموعة أنها نجت من ليلة وتبعت هيل إلى مجموعة من الأنفاق.
استعدت المجموعة لمواجهة هيل، وتتبعت أثر ميغان، وصدت الوينديجو. نصب لهم المهاجم المقنع كمينًا، وانفصلت كلوفر عن الآخرين لتعقب هيل. بعد مواجهة مع ميلاني، حيث أُجبرت كلوفر على قتل أختها، وجدت نفسها في المصحة، حيث حوصرت ميغان في غرفة مع وينديجو.  تواجه كلوفر هيل، الذي يكشف لها أنه يُجري تجارب، وأن المخلوقات التي تواجهها هي جزء من تجليات اكتئاب كلوفر ومخاوفه. يضع هيل قهوته على مكتبه، وتضعها كلوفر تحت ماء صنبور مقطر قاتل، وينفجر بعد ابتلاعه. تسترد كلوفر المفاتيح وتحرر ميغان. يتمكن الآخرون من قتل المهاجم المقنع، وتفر المجموعة عبر الأنفاق، ويطاردها الوينديغو. يهربون من الأنفاق مع نفاد الساعة الرملية وشروق الشمس. بعد أن تحرروا من الحلقة الزمنية، تنطلق المجموعة بعيدًا عن المركز.
في هذه الأثناء، يتحول نظام مراقبة في مكتب هيل إلى كوخ ثلجي حيث تتوقف سيارة ويُسمع صفير هيل.

## طاقم التمثيل
- إيلا روبين بدور كلوفر بول، فتاة تبحث عن أختها المفقودة ميلاني
- مايكل تشيمينو بدور ماكس، حبيب كلوفر السابق
- أوديسا أزيون بدور نينا رايلي، صديقة كلوفر المقربة
- بيلمونت كاميلي بدور آبي، حبيب نينا رايلي
- جي يونغ يو بدور ميغان، أخت ماكس غير الشقيقة
- مايا ميتشل بدور ميلاني بول، أخت كلوفر الكبرى المفقودة
- زوفيا تيميسفاري تلعب دور ميلاني في شخصية وينديجو
- بيتر ستورمار بدور الدكتور هيل، عالم نفس. يُعيد ستورمار تمثيل دوره من اللعبة.

## وصلات خارجية
- حتى الفجر على موقع IMDb (الإنجليزية)
- حتى الفجر على موقع ميتاكريتيك (الإنجليزية)
- حتى الفجر على موقع روتن توميتوز (الإنجليزية)
- حتى الفجر على موقع ألو سيني (الفرنسية)
- حتى الفجر على موقع أول موفي (الإنجليزية)
- حتى الفجر على موقع فيلمافينيتي (الإسبانية)
- حتى الفجر على موقع قاعدة بيانات الأفلام السويدية (السويدية)
- حتى الفجر على موقع قاعدة بيانات الفيلم (الإنجليزية)
- حتى الفجر على موقع ليتربوكسد (الإنجليزية)
- حتى الفجر على موقع كينوبويسك (الروسية)